# Ana Jelušić
Ana Jelušić (Fiume, 28 dicembre 1986) è un'ex sciatrice alpina croata.

## Biografia

### Stagioni 2002-2005
Originaria di Fiume e attiva in gare FIS dal novembre del 2011, la Jelušić esordì ai Giochi olimpici invernali a Salt Lake City 2002, dove si classificò 37ª nello slalom gigante e 23ª nello slalom speciale, in Coppa del Mondo di sci alpino il 26 ottobre 2002 a Sölden in slalom gigante (23ª), ai Campionati mondiali a Sankt Moritz 2003, piazzandosi 28ª nello slalom gigante e 24ª nello slalom speciale, e in Coppa Europa il 10 marzo 2003 a Piancavallo in slalom gigante (24ª).
Tra i suoi primi risultati di rilievo vanta due medaglie vinte in slalom speciale ai Mondiali juniores, quella d'argento nel 2003 e quella di bronzo nel 2005. Sempre nel 2005 ottenne, il 18 febbraio a La Molina in slalom gigante, la sua unica vittoria, nonché unico podio, in Coppa Europa e partecipò ai Mondiali di Bormio/Santa Caterina Valfurva, dove si piazzò 20ª nello slalom gigante e 9ª nello slalom speciale.

### Stagioni 2006-2011
Ai XX Giochi olimpici invernali di  Torino 2006 si classificò 15ª nello slalom speciale e non concluse lo slalom gigante. Nella stagione seguente ottenne il primo podio in Coppa del Mondo, il 4 gennaio 2007 a Zagabria Sljeme in slalom speciale (2ª), e prese parte ai  Mondiali di Åre 2007, dove si piazzò 34ª nello slalom gigante e 4ª nello slalom speciale; in quella successiva colse il secondo e ultimo podio in Coppa del Mondo, il 25 novembre 2007 a Panorama in slalom speciale (3ª).
Ai Mondiali di Val-d'Isère 2009 si piazzò 7ª nello slalom speciale e l'anno dopo ai XXI Giochi olimpici invernali di Vancouver 2010, sua ultima presenza olimpica, si classificò 12ª nello slalom speciale e non concluse lo slalom gigante. Ai Mondiali di Garmisch-Partenkirchen 2011, suo congedo iridato, si piazzò 17ª nello slalom speciale; poco dopo prese per l'ultima volta il via in Coppa del Mondo, il 28 marzo a Lenzerheide in slalom speciale (25ª). Si ritirò al termine di quella stessa stagione 2010-2011 e la sua ultima gara fu lo slalom gigante dei Campionati sloveni 2011, disputato il 25 marzo a Kranjska Gora e chiuso dalla Jelušić al 6º posto.

## Palmarès

### Mondiali juniores
- 2 medaglie:
  - 1 argento (slalom speciale a Briançonnais 2003)
  - 1 bronzo (slalom speciale a Bardonecchia 2005)

### Coppa del Mondo
- Miglior piazzamento in classifica generale: 22ª nel 2007
- 2 podi:
  - 1 secondo posto
  - 1 terzo posto

### Coppa Europa
- Miglior piazzamento in classifica generale: 54ª nel 2005
- 1 podio:
  - 1 vittoria

#### Coppa Europa - vittorie
| Data             | Località  | Paese  | Specialità |
| ---------------- | --------- | ------ | ---------- |
| 18 febbraio 2005 | La Molina | Spagna | GS         |

Legenda:

GS = slalom gigante

### Nor-Am Cup
- Miglior piazzamento in classifica generale: 52ª nel 2005
- 1 podio:
  - 1 terzo posto

### Campionati croati
- 15 medaglie:
  - 7 ori (supergigante, slalom gigante nel 2003; supergigante, slalom gigante nel 2004; slalom gigante, slalom speciale nel 2008; slalom speciale nel 2009)
  - 5 argenti (slalom gigante, slalom speciale nel 2005; supergigante, slalom gigante nel 2006; supergigante nel 2008)
  - 3 bronzi (slalom gigante, slalom speciale nel 2002; supergigante nel 2005)